# Waiting for the Sun
Waiting for the Sun je v pořadí třetí studiové album americké rockové skupiny The Doors. Bylo v pořadí první album, které se v žebříčku Billboard vyšplhalo na první místo. Bylo nahráno mezi prosincem roku 1967 a květnem následujícího roku, oficiálně vydáno bylo album 11. července 1968. Byla při něm nahrána stejnojmenná píseň, ta však nakonec vyšla až na počinu Morrison Hotel.

## Seznam skladeb
| Pořadí | Název                        | Délka |
| ------ | ---------------------------- | ----- |
| 1.     | Hello, I Love You            | 2:16  |
| 2.     | Love Street                  | 2:53  |
| 3.     | Not to Touch the Earth       | 3:56  |
| 4.     | Summer's Almost Gone         | 3:22  |
| 5.     | Wintertime Love              | 1:54  |
| 6.     | The Unknown Soldier          | 3:25  |
| 7.     | Spanish Caravan              | 3:03  |
| 8.     | My Wild Love                 | 3:01  |
| 9.     | We Could Be So Good Together | 2:26  |
| 10.    | Yes, the River Knows         | 2:36  |
| 11.    | Five to One                  | 4:26  |

Vydání z roku 2006 navíc obsahovalo bonusové skladby:
1. "Albinoni's Adagio in G minor" – 4:32
2. "Not to Touch the Earth" (dialog) – 0:38
3. "Not to Touch the Earth" – 4:05
4. "Not to Touch the Earth" – 4:18
5. "Celebration of The Lizard" – 17:09